# ژولیو سزار جاکوبی
ژولیو سزار جاکوبی (به پرتغالی: Júlio César Jacobi) دروازه‌بان اهل برزیل است که در شهر Guaramirim و در تاریخ ۲ سپتامبر ۱۹۸۶ به دنیا آمده‌است.
ژولیو سزار جاکوبی در تیم‌های فوتبال Botafogo سابقهٔ حضور دارد.